# Druk sublimacyjny
Druk sublimacyjny – technika druku wykorzystująca zjawisko sublimacji. Wydruk (CMYK) wykonywany jest specjalnymi atramentami na bazie wody na papierze transferowym (stanowi on lustrzane odbicie pożądanego wzoru), a następnie w warunkach wysokiego ciśnienia i temperatury przenoszony jest na przedmiot pokryty lakierem poliestrowym (powierzchnia produktu musi być uprzednio odtłuszczona, następnie następuje kilkukrotny cykl nałożenia warstwy lakieru i utwardzenia go w temp. ok. 160°C) z wykorzystaniem kalandra do sublimacji lub prasy termotransferowej. Tym sposobem wykonuje się nadruki na specjalnych kubkach porcelitowych, blachach aluminiowych, tkaninach poliestrowych. Nadruk może zostać naniesiony również na tworzywa zawierające w swym składzie min. 70% poliestru. W niektórych przypadkach po nadruku jako dodatkowe można zastosować lakier przeciw promieniowaniu UV (wydłuża żywotność produktu i intensywność barw).
Każdy rodzaj nadruku wymaga odpowiedniego ustawienia ciśnienia i temperatury (ta waha się w przedziale od 160 do 2000°C). Zależy także od składu użytego tuszu i właściwości materiału docelowego. Przykładowo do nadruku na blachach aluminiowych za pomocą prasy termotransferowej używa się ciśnienia 5000 Pa, przy temperaturze 195 °C w czasie 40 sekund. Ta technika druku jest bardzo często wykorzystywana w branży reklamowej.